# Пустовойт, Владислав Иванович
Владисла́в Ива́нович Пустово́йт (15 ноября 1936, Бердянск, Днепропетровская область — 5 июля 2021) — советский и российский учёный-физик, академик РАН (2006), доктор физико-математических наук, директор Научно-технологического центра уникального приборостроения РАН, заведующий кафедрой «Оптико-электронные приборы научных исследований» МГТУ имени Н. Э. Баумана. Лауреат Государственных премий СССР (1974, 1984) и Российской Федерации (1993, 2006, 2018).

## Биография
Родился в Бердянске (ныне Запорожская область, Украина). В 1959 году окончил Днепропетровский государственный университет, в 1963 году аспирантуру ФИАН имени П. Н. Лебедева. В 1963 году защитил кандидатскую диссертацию «К теории усиления низкочастотных волн в полупроводниках и плотной плазме при наличии дрейфа», в 1972 году — докторскую диссертацию «Теория распространения, усиления и генерации акустических волн в полупроводниках».
В 1962 году предложил (вместе с Михаилом Герценштейном) использовать интерферометр Майкельсона для непосредственного обнаружения гравитационных волн. Эта физическая идея положена в основу проектов в США (LIGO), Японии (TAMA 300), Франции, Италии (VIRGO), Германии и Великобритании (GEO 600).

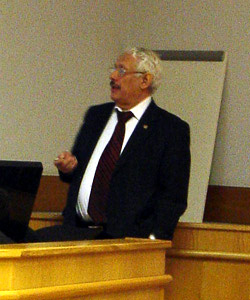
Владислав Иванович Пустовойт читает лекцию «О проблеме обнаружения гравитационных волн» (МИЭТ, 10 февраля 2009 года)

В 2017 году за открытие гравитационных волн на установке LIGO по схеме, предложенной Герценштейном и Пустовойтом, была присуждена Нобелевская премия Райнеру Вайссу, Кипу Торну и Барри Бэришу. Президент РАН Александр Сергеев заявил, что 
«Владислав Иванович Пустовойт, наш знаменитый академик, ныне здравствующий, безусловно, заслуживает того, чтобы быть в числе Нобелевских лауреатов по детектированию гравитационных волн».
В 1995 — 2015 годах — директор Научно-технологического центра уникального приборостроения РАН (НТЦ УП РАН).
Заведует кафедрой «Оптико-электронные приборы научных исследований» МГТУ имени Н. Э. Баумана. Им подготовлено 9 докторов и 24 кандидата наук.
Автор и соавтор более 360 научных работ, авторских свидетельств и патентов (в том числе иностранный (Приоритет 18 августа 2005 г. Portable acousto-optical spectrometers. Current. Assignee: United States of America as represented by the Secretary of the Army, Washington, DC (US). Приоритет 18 августа 2005 г.).
Заместитель главного редактора журнала «Радиотехника и электроника», член редколлегии журналов «Успехи современной радиоэлектроники» и «Электромагнитные волны и электронные системы».
Член-корреспондент РАН c 15.12.1990 — Отделение информатики, вычислительной техники и автоматизации (автоматизация, в том числе научное приборостроение).
Академик РАН c 25.05.2006 — Отделение информационных технологий и вычислительных систем РАН (научное приборостроение).
Член Бюро Отделения нанотехнологий и информационных технологий РАН.
Скончался 5 июля 2021 года. Похоронен на Центральном Зеленоградском кладбище (участок 55а).

## Награды и премии
- Государственная премия СССР (1974) — за труды по разработке и созданию нового поколения акустооптических бортовых спектрометров, устройств преобразования высокочастотных электрических оптических сигналов в системах передачи информации, технологии изготовления акустооптических элементов.
- Государственная премия СССР (1984) — за работы в области радиофизики, разработку и внедрение изделий на поверхностных акустических волнах в радиоэлектронную аппаратуру.
- Государственная премия РФ (1993)[7]
- Государственная премия РФ (2006)[8]
- Государственная премия РФ (2018).

## Из библиографии
- Асимптотика Пуанкаре решений задач нерегулярного тепло- и массопереноса / В. Ф. Кравченко, Г. А. Несененко, В. И. Пустовойт. — Москва : Физматлит, 2006 (Калуга : ГП «Облиздат»). — 419 с.; 22 см. — (Серия: Прикладная математика и информатика (ПМИ)).; ISBN 5-94052-115-0
- Лазерные гравитационно-волновые антенны  / В. И. Пустовойт, А. Н. Морозов, В. О. Гладышев, Г. Н. Измайлов. - Москва : Изд-во МГТУ им. Н. Э. Баумана, 2016. - 61, [2] с. : ил., табл., цв. ил.; 21 см.; ISBN 978-5-7038-4378-9 : 100 экз.
- К вопросу об обнаружении гравитационных волн малых частот /  М. Е. Герценштейн, В. И. Пустовойт. ЖЭТФ, том 43, 605, 1962.

### Избранные труды
- Избранные труды / В. И. Пустовойт ; Российская акад. наук, Науч.-технологический центр уникального приборостроения. — Москва : Наука, 2014. — 918, [1] с., [1] л. цв. портр. : ил., табл.; 25 см. — (Серия «Памятники отечественной науки. XX век»).; ISBN 978-5-02-036939-9

### Диссертации
- Пустовойт, Владислав Иванович. К теории усиления низкочастотных волн в полупроводниках и плотной плазме при наличии дрейфа : диссертация … кандидата физико-математических наук : 01.00.00. — Москва, 1963. — 124 с. : ил.
- Пустовойт, Владислав Иванович. Теория распространения, усиления и генерации акустических волн в полупроводниках : диссертация … доктора физико-математических наук : 01.00.00. — Москва, 1972. — 291 с. : ил.